# Napoleon (Indiana)
Napoleon es un pueblo ubicado en el condado de Ripley en el estado estadounidense de Indiana. En el Censo de 2010 tenía una población de 234 habitantes y una densidad poblacional de 456,3 personas por km².

## Geografía
Napoleon se encuentra ubicado en las coordenadas 39°12′15″N 85°19′39″O / 39.20417, -85.32750. Según la Oficina del Censo de los Estados Unidos, Napoleon tiene una superficie total de 0.51 km², de la cual 0.51 km² corresponden a tierra firme y (0%) 0 km² es agua.

## Demografía
Según el censo de 2010, había 234 personas residiendo en Napoleon. La densidad de población era de 456,3 hab./km². De los 234 habitantes, Napoleon estaba compuesto por el 100% blancos, el 0% eran afroamericanos, el 0% eran amerindios, el 0% eran asiáticos, el 0% eran isleños del Pacífico, el 0% eran de otras razas y el 0% pertenecían a dos o más razas. Del total de la población el 1.28% eran hispanos o latinos de cualquier raza.